# Wojdaty (rejon wileński)
Wojdaty (lit. Vaidotai) – wieś na Litwie, w okręgu wileńskim, w rejonie wileńskim, w gminie Pogiry, nad Waką. Z trzech stron (z wyjątkiem wschodu) graniczą z Wilnem.
Siedziba rzymskokatolickiej parafii Nawrócenia św. Pawła Apostoła w Wojdatach.

## Historia
Pierwsza wzmianka o miejscowości pochodzi z 1375. Należały m.in. do Radziwiłłów, Żymowskich Olizarów, Oskierków i Łęskich.
W Rzeczypospolitej Obojga Narodów leżały w województwie wileńskim, w powiecie wileńskim. Odpadły od Polski w wyniku III rozbioru.
W XIX i w początkach XX w. położone były w Rosji, w guberni wileńskiej, w powiecie wileńskim, w gminie Rudomino. Po I wojnie światowej pod administracją polską, w Zarządzie Cywilnym Ziem Wschodnich. W latach 1920–1922 w składzie Litwy Środkowej.
Od 11 kwietnia 1922 folwark leżący w Polsce, w województwie wileńskim, w powiecie wileńsko-trockim, w gminie Rudomino. W 1931 miejscowość liczyła 8 mieszkańców, zamieszkałych w 1 budynku.
Po II wojnie światowej w granicach Związku Sowieckiego. Od 1991 na niepodległej Litwie. Do 1996 na przeciwnym brzegu Waki znajdowała się wieś Wojdaty, obecnie wchodząca w skład Wilna.

## Zabytki
- kościół Nawrócenia św. Apostoła Pawła w Wojdatach

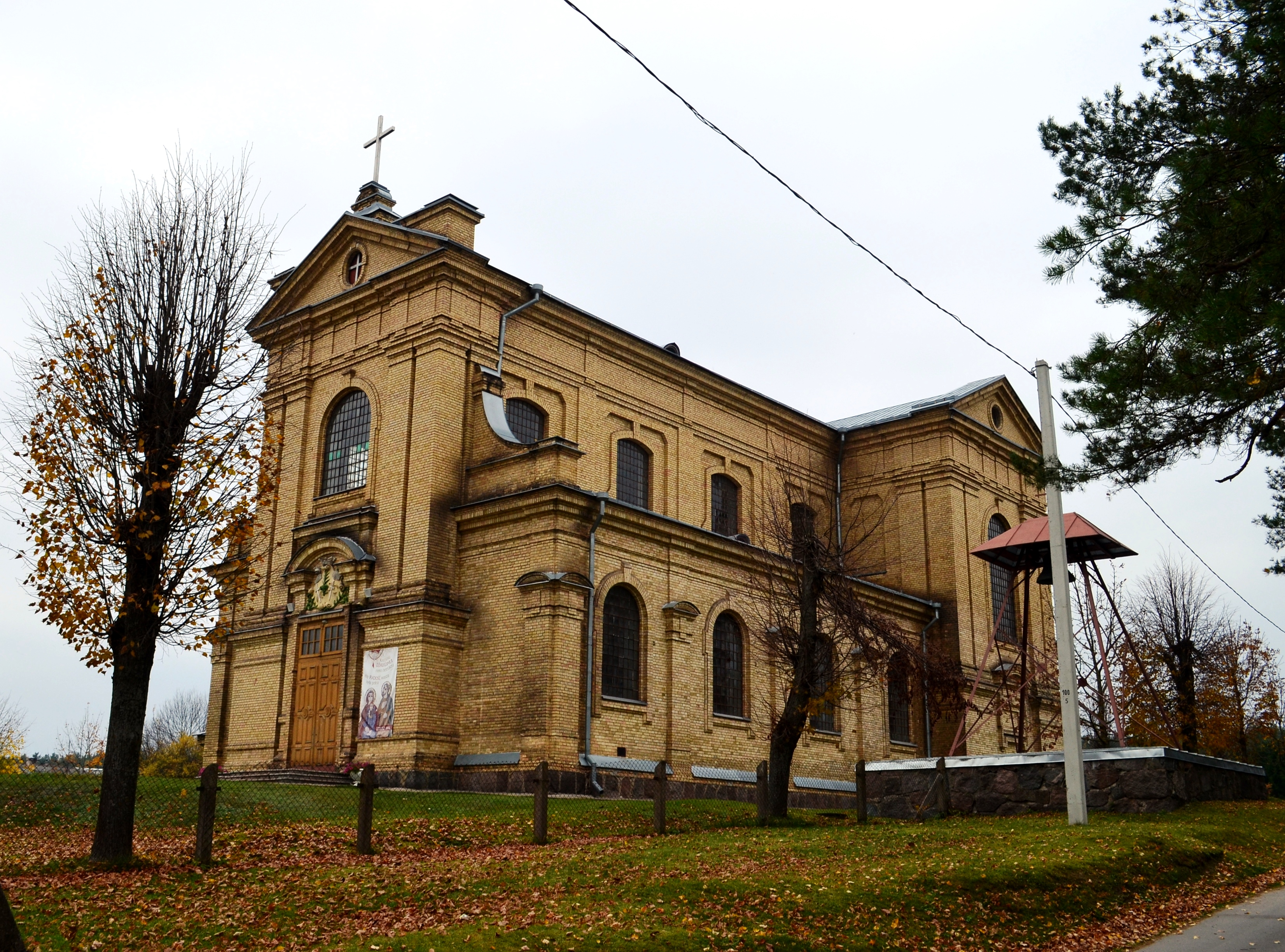
kościół w Wojdatach